# Понтремолі (місто)
Понтремолі (італ. Pontremoli) — муніципалітет в Італії, у регіоні Тоскана, провінція Масса-Каррара.
Понтремолі розташоване на відстані близько 350 км на північний захід від Рима, 130 км на північний захід від Флоренції, 45 км на північний захід від Масси.
Населення — 7466 осіб (2014).
Щорічний фестиваль відбувається 31 січня. Покровитель — San Geminiano.

## Демографія
Населення за роками:

Станом на 1 січня 2023 року в муніципалітеті офіційно проживали 592 іноземці з 45 країн, серед них 177 громадян країн Євросоюзу та 5 громадян України.

## Уродженці
- Енріко Альбертозі (*1939) — відомий у минулому італійський футболіст, воротар. Баготорічний основний голкіпер національної збірної Італії.

## Сусідні муніципалітети
- Альбарето
- Берчето
- Борго-Валь-ді-Таро
- Корнільйо
- Філаттієра
- Мулаццо
- Віллафранка-ін-Луніджана
- Цері